# Первослав Вуйчич
Пе́рвослав Вуйчич (серб. Првослав Вујчић; нар. 20 липня 1960, Пожареваць) канадський письменник сербського походження.

## Біографічні відомості
Народився 20 липня 1960 в Пожареваці (центральна Сербія) у сім'ї ремісника.